# 二帝書院
22°26′42″N 114°03′40″E / 22.444897°N 114.061159°E

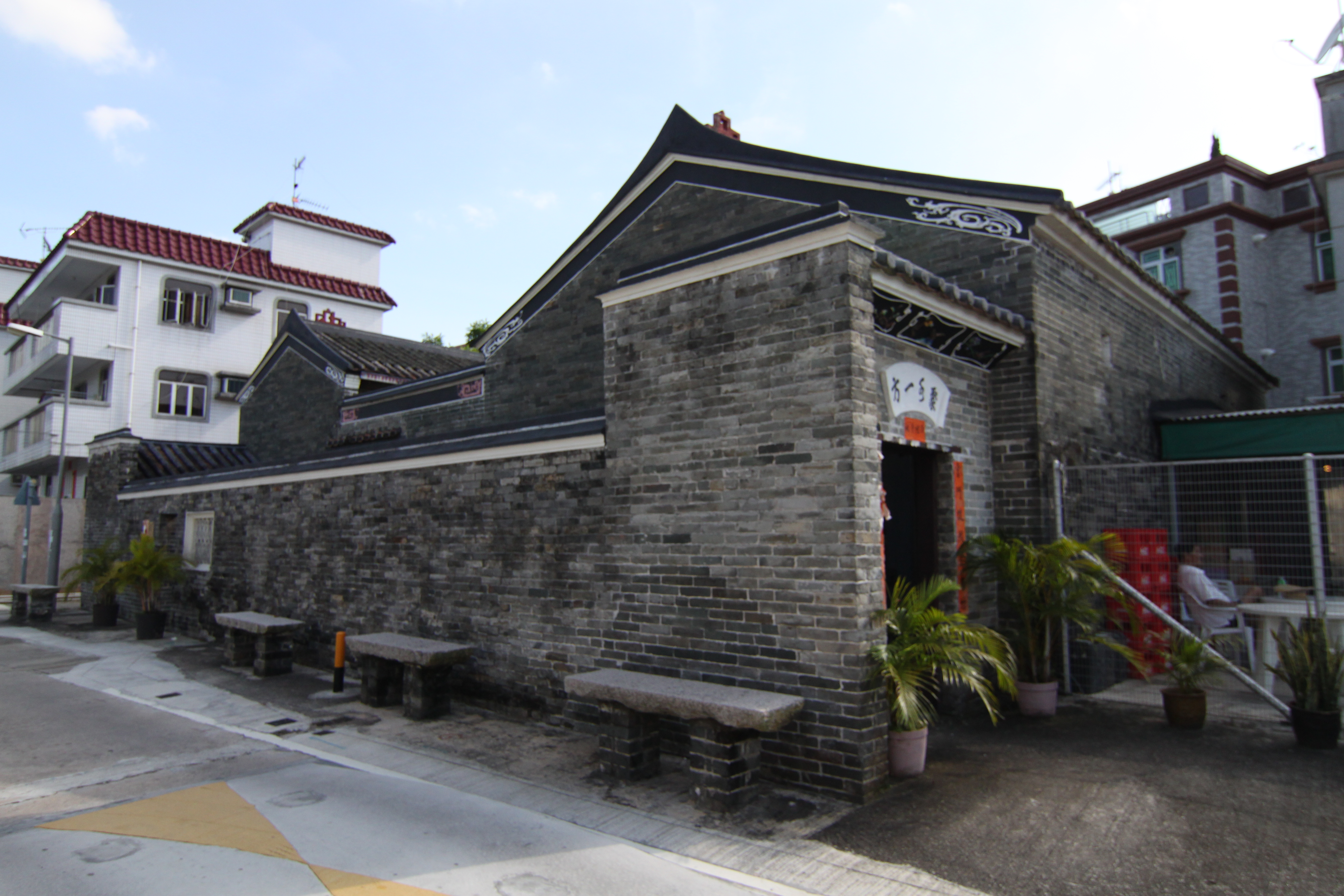

二帝書院位於香港元朗區錦田水頭村，是一所供奉文昌和關帝的教學場所。現在被香港古物古蹟辦事處列作香港法定古蹟之一。

## 歷史
二帝書院建於清朝道光初年，當年由鄧族十六个著名的士紳籌組興建，成立文武二帝會（文昌會），輪值造會首負責拜祭。二帝書院除供奉文武二帝外，亦作子弟學習的書室，由於書院的前院以白磚砌成，稱為「白石巷」，而其學生被稱為「白石巷子弟」。在二戰以後已不再用作學校。1994年曾進行重修。

### 十六會友
| 第一甲 - 鄧亮采 - 鄧均泰 - 鄧奇醮/鄧植垣 - 鄧賡堂 | 第二甲 - 鄧雲卿 - 知稼堂 - 鄧煥國 - 鄧景章 | 第三甲 - 鄧興貴 - 鄧彥龍 - 鄧惠彥 - 鄧吉駢 | 第四甲 - 鄧斐容 - 鄧宜可 - 鄧禮一 - 鄧介壽 |